# エコパトラックゲームズ
エコパトラックゲームズは、例年11月上旬に静岡県袋井市の小笠山総合運動公園スタジアム（愛称はエコパスタジアム）で行われる、短距離種目だけの陸上競技大会である。

## 概要
2010年に新設された大会で、静岡陸上競技協会主催、西部陸上競技協会主管により開催されている。高速トラックで知られる小笠山総合運動公園スタジアムで行われ、尚且つ有力選手も招待されるため、日本高校記録などの好記録が生まれている。
実施される種目は基本的に100m、400m、4×100mリレー、4×400mリレーの短距離4種目である（第2回大会だけオープン種目で男子走幅跳も実施された）。100mと400mは、高校3年生以上が対象の部門A、中学3年生から高校2年生が対象の部門B、中学1年生と2年生が対象の部門Cに分けて実施される。4×100mリレーは一般の部（高校生以上が対象）、中学生の部、小学生の部に分けて実施される。4×400mリレーは一般の部のみ実施されるが、第6回大会までは中学生の部（男子のみ）も実施されていた。個人種目の100mと400mには参加標準記録が設けられている。

## 大会一覧・誕生した主な記録
- 開催場所は全て小笠山総合運動公園スタジアム
- 記録は当時のもの
- 各カテゴリーの日本記録級の記録を記載

| 回 | 開催日         |              | 記録                                                                | 種目            | タイム                                                       | 選手 / チーム | 脚注  |
| -- | -------------- | ------------ | ------------------------------------------------------------------- | --------------- | ------------------------------------------------------------ | --- | ----- |
| 1  | 2010年11月3日  |              | 日本中学最高記録                                                    | 部門B女子400m   | 56秒70                                                       | 建部カオリ（浜松陸上） | [ 2 ] |
| 2  | 2011年11月3日  |              | 日本高校タイ記録                                                    | 一般男子4x100mR | 40秒02                                                       | 東京高等学校 - 加藤勇司 - ケンブリッジ飛鳥 - 猶木雅文 - 女部田祐                                                                                          | [ 3 ] |
| 3  | 2012年11月3日  |              | ジュニア日本記録 日本高校記録 ユース世界最高記録 ユース日本最高記録 | 部門B男子100m   | 10秒19（+0.5）                                               | 桐生祥秀（洛南高等学校） | [ 4 ] |
| 3  | 2012年11月3日  | 日本高校記録 | 一般男子4x100mR                                                     | 39秒64          | 洛南高等学校 - 城野有希 - 奥野遼平 - 北風優貴 - 桐生祥秀     | | [ 4 ] |
| 3  | 2012年11月3日  | 日本高校記録 | 一般男子4x100mR                                                     | 39秒72          | 滝川第二高等学校 - 段林翔希 - 魚里勇介 - 三崎大樹 - 大西絢也 | | [ 4 ] |
| 4  | 2013年11月2日  |              | 日本高校記録（混成）                                                | 一般女子4x400mR | 3分35秒03                                                    | U19日本選抜 - 青山聖佳（島根県立松江商業高等学校） - 杉浦はる香（浜松市立高等学校） - 大木彩夏（新島学園高等学校） - 神保祐希（石川県立金沢二水高等学校） | [ 5 ] |
| 5  | 2014年11月8日  |              |                                                                     |                 |                                                              | | [ 6 ] |
| 6  | 2015年10月31日 |              |                                                                     |                 |                                                              | | [ 7 ] |
| 7  | 2016年11月5日  |              |                                                                     |                 |                                                              | | [ 8 ] |
| 8  | 2017年11月3日  |              |                                                                     |                 |                                                              | | [ 9 ] |

## 実施種目・大会記録
| 部門          | 種目        | 実施回      |          | 大会記録       | 選手 / チーム | 樹立回         |
| 個人種目      | 個人種目    | 個人種目    | 個人種目 | 個人種目       | 個人種目 | 個人種目       |
| ------------- | ----------- | ----------- | -------- | -------------- | --- | -------------- |
| A             | 男子100m    | 第1回 -     |          | 10秒35（+0.2） | 土手啓史（住友電工）                                                                                                 | 第6回（2015）  |
| A             | 男子400m    | 第1回 -     |          | 45秒69         | 加藤修也（静岡県立浜名高等学校）                                                                                     | 第4回（2013）  |
| A             | 女子100m    | 第1回 -     |          | 11秒59（+0.4） | 土井杏南（埼玉栄高等学校）                                                                                           | 第4回（2013）  |
| A             | 女子400m    | 第1回 -     |          | 54秒46         | 石塚晴子（東大阪大学敬愛高等学校）                                                                                   | 第6回（2015）  |
| B             | 男子100m    | 第1回 -     |          | 10秒19（+0.5） | 桐生祥秀（洛南高等学校）                                                                                             | 第3回（2012）  |
| B             | 男子400m    | 第1回 -     |          | 47秒05         | 北川貴理（福井県立敦賀高等学校）                                                                                     | 第4回（2013）  |
| B             | 女子100m    | 第1回 -     |          | 11秒61（+1.6） | 土井杏南（埼玉栄高等学校）                                                                                           | 第3回（2012）  |
| B             | 女子400m    | 第1回 -     |          | 54秒51         | 高島咲季（相洋高等学校）                                                                                             | 第8回（2017）  |
| C             | 男子100m    | 第1回 -     |          | 11秒14（+0.1） | 平野智也（磐田市立磐田第一中学校）                                                                                   | 第7回（2016）  |
| C             | 男子400m    | 第1回 -     |          | 49秒97         | 有川湧貴（浜松市立天竜中学校）                                                                                       | 第2回（2011）  |
| C             | 女子100m    | 第1回 -     |          | 12秒33（-0.2） | 天城帆乃香（浜松市立天竜中学校）                                                                                     | 第2回（2011）  |
| リレー種目    |             |             |          |                | |                |
| 一般          | 男子4x100mR | 第1回 -     |          | 38秒82         | 近畿大学 - 髙木恒 - 川西裕太 - 山口冬馬 - 上山紘輝                                                                   | 第12回（2021） |
| 一般          | 男子4x400mR | 第1回 -     |          | 3分11秒98      | 成田高等学校 - 浮貝雅希 - 伊東利来也 - 本間諒太 - 荘司晃佑                                                           | 第7回（2016）  |
| 一般          | 女子4x100mR | 第1回 -     |          | 45秒70         | 甲南大学 - 寺井美穂 - 田中杏梨 - 荒木夏波 - 永野真莉子                                                               | 第5回（2014）  |
| 一般          | 女子4x400mR | 第1回 -     |          | 3分41秒09      | 東大阪大学敬愛高等学校 - 戸谷湧海 - 逢坂友利子 - 佐々木梓 - 石塚晴子                                                 | 第6回（2015）  |
| 一般 オープン | 混合4x400mR | 第8回       |          | 3分26秒90      | 静岡県大学選抜 - 小川拓夢（常葉大学） - 杉浦はる香（青山学院大学） - 伊谷栞奈（駿河台大学） - 加藤修也（早稲田大学） | 第8回（2017）  |
| 中学生        | 男子4x100mR | 第1回 -     |          | 42秒27         | 浜松河輪AC - 馬淵拓海 - 中村彰太 - 藤原和樹 - 川嶋陸                                                                 | 第7回（2016）  |
| 中学生        | 男子4x400mR | 第1回 - 6回 |          | 3分27秒04      | 浜松市立天竜中学校（Aチーム） - 高野雄太 - 高橋直希 - マツナガ・ウゴ - 有川湧貴                                      | 第2回（2011）  |
| 中学生        | 女子4x100mR | 第1回 -     |          | 48秒86         | 岡崎市立甲山中学校 - 谷口琴音 - 永井絵理香 - 田中海来 - 小禄由衣                                                     | 第6回（2015）  |
| 小学生        | 男子4x100mR | 第1回 -     |          | 48秒94         | 浜松河輪AC（Aチーム） - 小林脩平 - 河合信太朗 - 川本駿斗 - 川嶋陸                                                    | 第4回（2013）  |
| 小学生        | 女子4x100mR | 第1回 -     |          | 50秒86         | 岡崎JAC - 藤井鈴奈 - 土居幸愛 - 藤江美空 - 北田野々花                                                                | 第7回（2016）  |
| 特別          | 女子4x100mR | 第4回       |          | 45秒01         | U23日本選抜 - 青木益未（環太平洋大学） - 木村茜（大阪成蹊大学） - 世古和（筑波大学） - 藤森安奈（青山学院大学）      | 第4回（2013）  |
| その他種目    |             |             |          |                | |                |
| オープン      | 男子走幅跳  | 第2回       |          | 7m86（0.0）    | 菅井洋平（ミズノ）                                                                                                   | 第2回（2011）  |